# Ist ja irre – Diese strammen Polizisten
Ist ja irre – Diese strammen Polizisten (Originaltitel: Carry On, Constable) ist der vierte Film der Carry-On-Filmreihe. Er wurde erstmals als Uns kann kein krummes Ding erschüttern in den Kinos gezeigt.

## Inhalt
Chaos auf einer Londoner Polizeiwache. Ein Großteil der Constables ist krank. Ersatz muss her und wird auf der Polizeischule gefunden. Drei jungfräuliche Rekruten werden dorthin abkommandiert. Charlie Constable ist ein ängstlicher, abergläubischer Tropf, Tom Potter ein aristokratischer Aufschneider, der hinter jedem Rock her ist, und Stanley Benson ist ein übereifriger Wissenschaftsfanatiker, der glaubt, dass man Verbrecher schon am Aussehen der Menschen erkennt. Dazu gesellt sich der Aushilfspolizist Timothy Gorse, ein etwas tollpatschiger Dummkopf.
Und als ob das noch nicht genug für Einsatzleiter Frank Wilkins wäre, liegt ihm auch noch der Leiter der Wache, Inspector Mills, mit seinen ewigen Nörgeleien in den Ohren. Hilfe bekommt er nur von seiner Assistentin Laura Moon. Die drei Neulinge und Gorse stürzen sich voller Arbeitseifer in den Einsatz, verursachen aber, meist durch ihren guten Willen, mehr Katastrophen als sie verhindern. Doch die vier bekommen natürlich im Finale ihre große Chance…

## Bemerkungen
Die Polizisten im Film leben in der Polizeiwache und versehen ihren Dienst nahezu rund um die Uhr.

## Kritiken
- „Die situationskomische, mit schwarzem Humor angereicherte Komödie entlarvt auf leichte Weise den strammen Polizistenalltag als Psychotheater.“ (Wertung: 2 Sterne = durchschnittlich) – Adolf Heinzlmeier und Berndt Schulz in Lexikon „Filme im Fernsehen“(Erweiterte Neuausgabe). Rasch und Röhring, Hamburg 1990, ISBN 3-89136-392-3, S. 410